# Херука
Херука (санскр. हेरुक, heruka, тиб. Khrag `thung, «пьющий кровь (эго)») — в тантрическом буддизме Ваджраяны название категории мужских божеств, возникающих в процессе медитации в гневной (защитной) форме, воплощающих собой силу искусных средств (санскр. упая-каушалья); просветлённое существо, принимающее гневный облик на благо живых существ. Херуками, например, являются тантрические божества Чакрасамвара (тиб. Демчог) и Вишуддха Херука (тиб. Яндаг Херука). Эти божества появляются в процессе медитации, возникают из пустоты и трансформируют «яды ума» в мудрость.
Образы Херук визуализируют в соответствии с той или иной тантрической практикой. Каждого из них изображают в виде существа с мощным телосложением и с ожерельем из человеческих черепов. У них по шесть и более рук, по три ока, выражающих ярость. Херука изображается окружённым ореолом пламени и попирающим врагов Дхармы. Херуки могут составлять мандалу и часто сопровождаются супругами. Тибетское представление о Херуках, называемых метафорически «пьющими кровь эго», подразумевает избавление от привязанности к «я», сомнениям и обусловленному двойственному восприятию.
Известна группа Пяти Херук: Падма-Херука, Ваджра-Херука, Будда-Херука, Ратна-Херука и Карма-Херука, — являющихся проявлениями Пяти Будд. Пять Херук упоминаются в тексте терма Гуру Падмасамбхавы, «Бардо Тхёдол», где они предстают в союзе со своими супругами-персонификациями пяти видов мудрости: Падма-Кродхишвари («Лотосовая Владычица гнева»), Ваджра-Кродхишвари («Ваджрная Владычица гнева»), Будда-Кродхишвари («Просветлённая Владычица гнева»), Ратна-Кродхишвари («Драгоценная Владычица гнева») и Карма-Кродхишвари («Действенная Владычица гнева»), получившими имена в соответствии с тем будда-семейством, к которому принадлежат.